# 2013 RF98
2013 RF98 est un objet du disque des objets épars du Système solaire, dont le diamètre est estimé à environ 70 km.
Il fait partie des objets dont l'orbite pourrait être expliquée par l'hypothèse de la Planète Neuf, parce qu'il partage un argument du périastre similaire à d'autres objets transneptuniens.
L'orbite de 2013 RF98 est similaire à celle de (474640) Alicanto, suggérant que les deux objets pourraient avoir été éjectés vers leurs orbites actuelles par le même corps ou bien qu'ils ont précédemment fait partie du même corps (simple ou binaire),.